# Солнцев, Гавриил Ильич
Гавриил Ильич Солнцев (1786—1866) — ординарный профессор, декан отделения нравственно-политических наук и ректор Императорского Казанского университета; позднее — казанский губернский прокурор.

## Биография
Родился 22 марта (2 апреля) 1786 года в селе Радогощ Дмитровского уезда Орловского наместничества. Сын соборного священника города Дмитровска, первоначальное образование получил в Дмитровском духовном училище, а затем поступил в Орловскую семинарию (находившуюся в Севске), по окончании которой в 1807 году поступил на службу в Орловское губернское правление. В 1811 году, по своему желанию, он был перемещён в Москву, в канцелярию 7-го департамента Сената. В свободное от служебных занятий время поещал лекции в Московском университете, на отделении нравственно-политических наук и занимался изучением языков, преимущественно немецкого. В 1812 году, перед оставлением Москвы все сенатские дела и архивы были отправлены в Казань, и Солнцеву было поручено сопровождать документы до Казани. Сдав порученные ему сенатские дела, он уволился из сенатской канцелярии.
В 1814 году подал в Казанский университет прошение «о учинении ему на законном основании испытания и о причислении его в службу университета». В конце 1814 года выдержал испытание на степень магистра юридических наук и за диссертацию: «De successiane ab intestate secundum principia juris Rossici, respectu quoque non minus ad jus Iustinianeum habito» 17 декабря того же года был удостоен степени доктора прав. По избранию Совета университета 9 июня 1815 года был утверждён министром экстраординарным профессором. Читал лекции по римскому и общему германскому уголовному праву и, кроме того, «занимал своих слушателей юридическими состязаниями, дабы приучить их доказывать каждую статью из прав словесно и письменно, как на российском, так и на латинском языке», причём преподавание его носило преимущественно практический характер. Был избран ординарным профессором 27 июня 1816 года, однако утверждение состоялось только 23 июля 1817 года. С 3 июня 1818 года по июнь 1819 года состоял деканом отделения нравственно-политических наук, а с 30 декабря 1818 года по октябрь 1819 года исполнял обязанности проректора. 

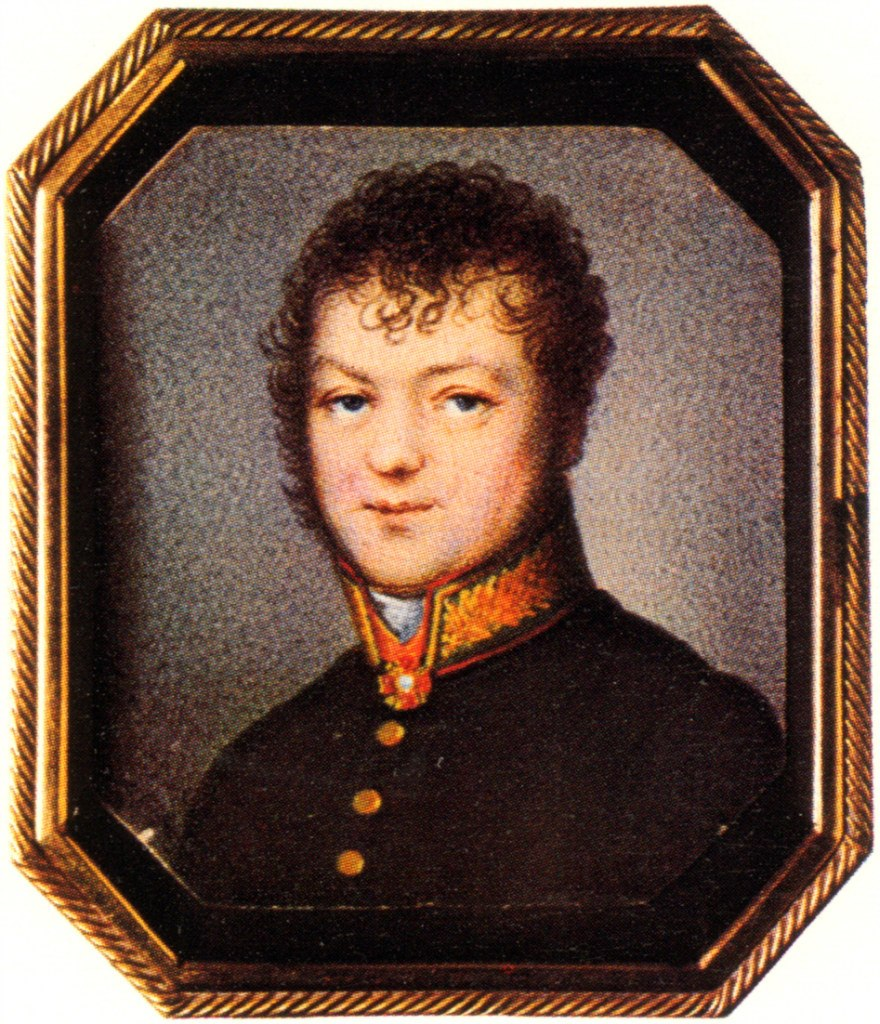
Портрет 1820-х гг.

Кроме того, в 1819 году, на него было возложено, кроме лекций по его собственной кафедре, ещё и преподавание «прав российских: гражданского, уголовного, полицейского, государственного, естественного, частного, публичного, народного и др.». Прибывший с ревизией в 1819 году в Казань М. Л. Магницкий, ставший новым попечителем учебного округа, сначала остался доволен Солнцевым и 29 октября того же года, по его представлению Солнцев был утверждён на один год в звании ректора университета. Спустя год, усмотрев в его лекциях по естественному праву «дух вольнодумства и лжемудрия», Магницкий сделал распоряжение о предании Солнцева университетскому суду, причём обвинительными документами должны были служить студенческие тетради с записями лекций Солнцева. Против многих мест этих лекций были сделаны собственноручные примечания Магницкого, доказывавшие, что Солнцев «опровергает совершенно все основания общества и церкви», оправдывает самоубийство, проповедует революционные идеи и т. п. 
В 1821 году Солнцев был вынужден прекратить чтение лекций. После двухлетней работы комиссия, разбиравшая дело Солнцева, в угоду попечителю, постановила весной 1823 г. приговор, по которому следовало «удалить его навсегда от профессорского звания и вперед никогда ни к какой должности во всех учебных заведениях не определять». Настолько несправедливы были предъявленные обвинения, что тотчас же после увольнения из университета весной 1823 года он предлагался на должность председателя казанской палаты уголовного суда (назначение не состоялось), а летом 1824 года был назначен казанским губернским прокурором и эту должности он исполнял в течение 20 лет. 